# Towner (Észak-Dakota)
Towner település az Amerikai Egyesült Államok Észak-Dakota államában, McHenry megyében, melynek megyeszékhelye is. Lakosainak száma 479 fő (2020. április 1.).

## Népesség
A település népességének változása:

| 2010 | 533 |
| 2020 | 479 |